# ديفيد نيكسون (لاعب كرة قدم أمريكية)
ديفيد نيكسون (بالإنجليزية: David Nixon)‏ هو لاعب كرة قدم أمريكية أمريكي، ولد في 16 مارس 1985 في كوليج ستيشن في الولايات المتحدة.

## وصلات خارجية
- ديفيد نيكسون على موقع مرجع كرة القدم المحترفة.كوم (الإنجليزية)